# Озіо-Сопра
Озіо-Сопра (італ. Osio Sopra) — муніципалітет в Італії, у регіоні Ломбардія, провінція Бергамо.
Озіо-Сопра розташоване на відстані близько 480 км на північний захід від Рима, 36 км на північний схід від Мілана, 10 км на південний захід від Бергамо.
Населення — 5222 особи (2014).
Щорічний фестиваль відбувається 12 квітня. Покровитель — святий Зенон.

## Демографія
Населення за роками:

Станом на 1 січня 2023 року в муніципалітеті офіційно проживало 420 іноземців з 40 країн, серед них 86 громадян країн Євросоюзу та 5 громадян України.

## Сусідні муніципалітети
- Дальміне
- Філаго
- Левате
- Озіо-Сотто